# Episodi di Louie (seconda stagione)
La seconda stagione della serie televisiva Louie, composta da 13 episodi, è stata trasmessa negli Stati Uniti dal 23 giugno all'8 settembre 2011 sul canale FX.
In Italia è andata in onda in prima visione sul canale satellitare Fox dal 16 maggio al 4 giugno 2014.
| nº | Titolo originale   | Titolo italiano          | Prima TV USA      | Prima TV Italia |
| -- | ------------------ | ------------------------ | ----------------- | --------------- |
| 1  | Pregnant           | Incinta                  | 23 giugno 2011    | 16 maggio 2014  |
| 2  | Bummer/Blueberries | Barboni e mirtilli       | 30 giugno 2011    | 17 maggio 2014  |
| 3  | Moving             | Trasferirsi              | 7 luglio 2011     | 20 maggio 2014  |
| 4  | Joan               | Joan                     | 14 luglio 2011    | 21 maggio 2014  |
| 5  | Country Drive      | Country Drive            | 21 luglio 2011    | 22 maggio 2014  |
| 6  | Subway/Pamela      | La metropolitana-Pamela  | 28 luglio 2011    | 23 maggio 2014  |
| 7  | Oh Louie/Tickets   | Oh Louie-Biglietti       | 4 agosto 2011     | 24 maggio 2014  |
| 8  | Come On, God       | Discutiamone in privato! | 11 agosto 2011    | 27 maggio 2014  |
| 9  | Eddie              | Un vecchio amico         | 11 agosto 2011    | 28 maggio 2014  |
| 10 | Halloween/Ellie    | Halloween & Ellie        | 18 agosto 2011    | 29 maggio 2014  |
| 11 | Duckling           | L'anatroccolo (1ª parte) | 25 agosto 2011    | 30 maggio 2014  |
| 11 | Duckling           | L'anatroccolo (2ª parte) | 25 agosto 2011    | 31 maggio 2014  |
| 12 | Niece              | Una nipote problematica  | 1º settembre 2011 | 3 giugno 2014   |
| 13 | Airport/New Jersey | Ti aspetterò!            | 8 settembre 2011  | 4 giugno 2014   |

## Pregnant

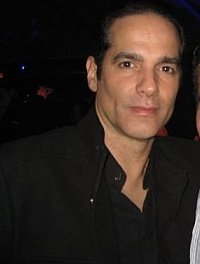
Yul Vazquez interpreta Pedro

- Titolo originale: Pregnant
- Diretto da: Louis C.K.
- Scritto da: Louis C.K.

### Trama
Gretchen, la sorella di Louie, fa visita al fratello durante la gravidanza, ma nella notte accusa dei forti dolori e deve essere portata in ospedale. Non appena sentono la donna urlare, i due vicini di casa gay si presentano offrendo il loro aiuto. Dopo un'iniziale indecisione, Louie accetta che uno di loro badi alle figlie mentre lui e l'altro vicino portano Gretchen in ospedale. Sebbene alla fine si riveli un falso allarme, Louie riscopre il valore della fiducia e dell'amicizia nelle persone che vivono intorno a lui. 
- Altri interpreti: Rusty Schwimmer (Gretchen), Yul Vazquez (Pedro), Roderick Hill (Peter)

## Barboni e mirtilli
- Titolo originale: Bummer/Blueberries
- Diretto da: Louis C.K.
- Scritto da: Louis C.K., Pamela Adlon

### Trama
Nella prima parte, Louie ottiene goffamente un appuntamento con una giovane donna di nome Janice, che in realtà non ha alcun vero interesse per lui. Tuttavia uno scioccante e violento incidente a cui assiste mentre si reca al luogo dell'incontro rende Louie insolitamente introspettivo e profondo nel rivolgersi alla donna, la quale sembra apprezzare questa sua personalità, fino a quando il comico non le racconta i dettagli inquietanti dell'incidente, turbandola profondamente. Nella seconda parte, Louie viene avvicinato da Delores, la madre di un compagno di classe della figlia, per avere un incontro di solo sesso. Lui accetta, ma presto si pente di questa sua decisione a causa delle stranezze della donna. 
- Altri interpreti: Kelly McCrann (Janice), Maria Dizzia (Delores)

## Moving
- Titolo originale: Moving
- Diretto da: Louis C.K.
- Scritto da: Louis C.K.

### Trama
Dopo un commento di sua figlia, Louie considera la possibilità di lasciare l'appartamento in cui viveva quando era sposato e decide di cercare una nuova casa. Dopo aver visto diversi pessimi appartamenti, trova quella che sembra essere la casa ideale. Nonostante le spiegazioni del suo commercialista e la consapevolezza di non potersi permettere neanche lontanamente l'acquisto, Louie rimane a lungo impuntato sull'idea di comprarla. Alla fine, opta per ridipingere le pareti del suo vecchio appartamento insieme alle figlie.
- Altri interpreti: Pamela Adlon (Pamela), Donna Hanover (agente immobiliare), Peter Benson (commercialista)

## Joan

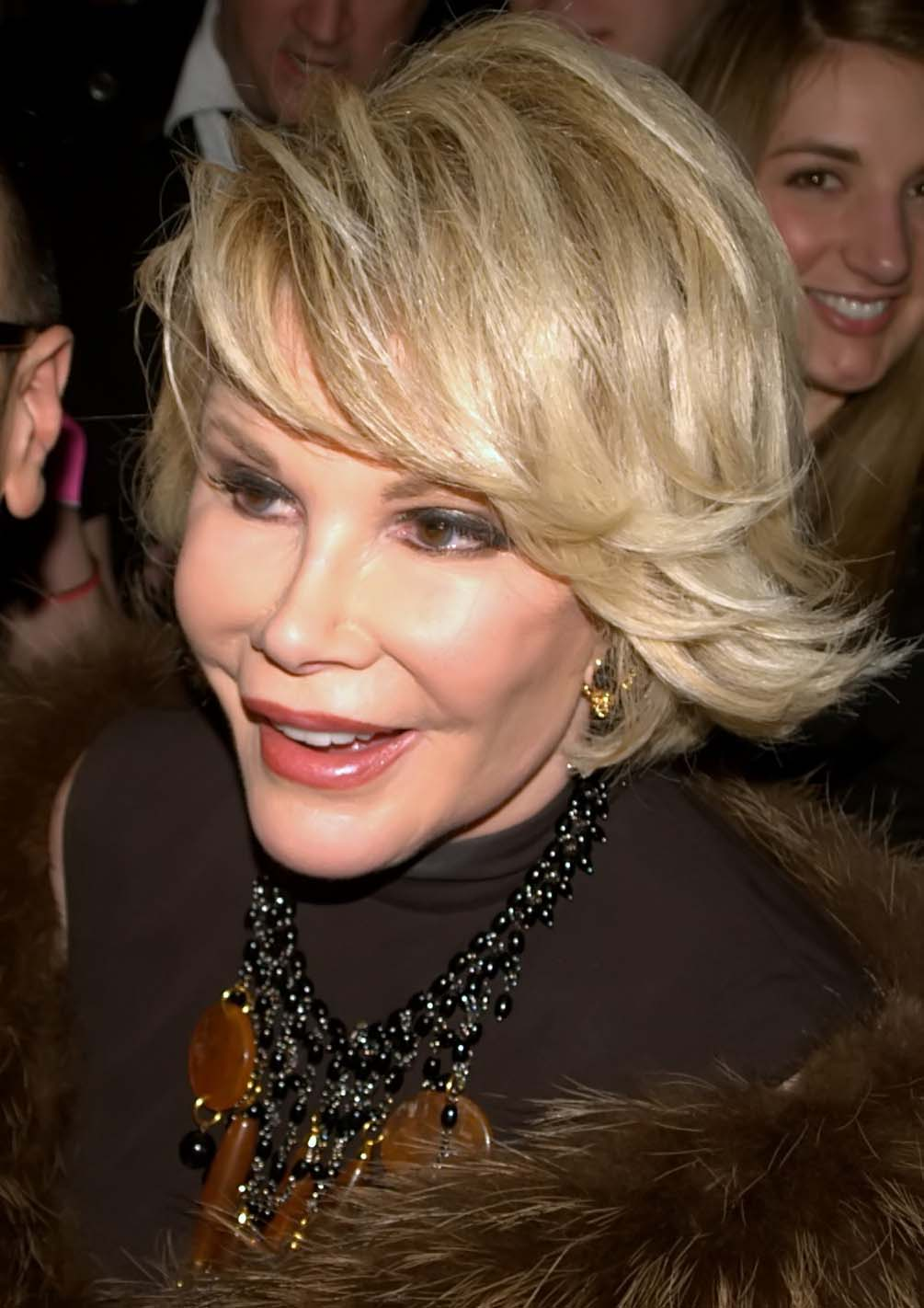
Joan Rivers interpreta se stessa

- Titolo originale: Joan
- Diretto da: Louis C.K.
- Scritto da: Louis C.K.

### Trama
Dopo una deludente esibizione nel bar di un casinò, Louie annulla il suo contratto con il manager e inizia a vagare per il locale. Finisce per assistere ad un pezzo della performance comica di Joan Rivers, all'ingresso del teatro del casinò. In seguito Louie va dietro le quinte per incontrare la donna. Joan lo invita nella sua suite e gli fa capire come debba essere grato per le opportunità di lavoro e non debba sprecarle. Come risultato, i due hanno un rapporto sessuale e Louie decide di riprendere il proprio lavoro al casinò.
- Altri interpreti: Lisa Emery (Karleen), Jack O'Connell (manager del casinò), Joan Rivers (se stessa)

## Country Drive
- Titolo originale: Country Drive
- Diretto da: Louis C.K.
- Scritto da: Louis C.K.

### Trama
Louie e le sue figlie fanno un lungo viaggio in automobile per andare a far visita all'anziana zia Ellen nella campagna della Pennsylvania. Durante il tragitto Louie ignora gran parte delle lamentele della figlia più piccola e si scatena sulle note di Who Are You degli Who. Una volta arrivati, le bambine trovano strane le azioni e il lessico della donna, in particolar modo l'uso ripetuto della parola «nigger» (avente un'accezione dispregiativa similmente a «negro») e il suo riferirsi alle noci del Brasile con il termine «niggertoe». Mentre Ellen si allontana per prendere dei biscotti, Louie decide che le sue figlie parlino con lei senza alcuna censura, ma poco dopo l'anziana crolla a terra e muore nella sua cucina.
- Altri interpreti: Eunice Anderson (Ellen)

## Subway/Pamela
- Titolo originale: Subway/Pamela
- Diretto da: Louis C.K.
- Scritto da: Louis C.K.

### Trama
Nella prima parte, Louie vive un'esperienza surreale nella metropolitana di New York, assistendo ad una splendida esibizione al violino di un artista di strada mentre nelle vicinanze un senzatetto sudicio si lava dalla sporcizia con l'acqua di una bottiglia. In seguito immagina sé stesso "salvare" i passeggeri dalla visione di un sedile infradiciato da una qualche bibita. Nella seconda parte, Louie pranza insieme alla sua amica Pamela e finisce per raccontarle appassionatamente quello che prova per lei. In un primo momento la donna non risponde alla sua dichiarazione d'amore, e in seguito Louie fraintende l'invito che lei gli fa e se ne va, essendosi ormai persuaso che Pamela non voglia una relazione con lui. Appena fuori dall'appartamento di Pamela, Louie si rende conto di aver sprecato l'occasione della sua vita, e sfoga il suo dolore e la sua rabbia in un urlo.
- Altri interpreti: Pamela Adlon (Pamela).

## Oh Louie/Tickets
- Titolo originale: Oh Louie/Tickets
- Diretto da: Louis C.K.
- Scritto da: Louis C.K.

## Discutiamone in privato!
- Titolo originale: Come On, God
- Diretto da: Louis C.K.
- Scritto da: Louis C.K.

### Trama
Louie è ospite a Fox News insieme a Ellen Farber, presidente e fondatrice del CAM (Christians Against Masturbation) e difende il bisogno fisiologico di potersi masturbare liberamente e non riesce a concepire il bigottismo cristiano verso il prossimo. Ellen dopo il talk-show lo invita ad una sua riunione. In seguito Louie si masturba pensando di infilare una busta piena di dildo nel sedere di una ragazza incontrata su un ascensore ma il sogno erotico viene interrotto da un anziano con i suoi commenti indiscreti. Ellen decide di uscire insieme a Louie, il quale racconta di aver scoreggiato durante il suo primo orgasmo e, una volta arrivati alla suite, Ellen rifiuta di approcciarsi con lui in privato, dichiarando che sarebbe più eccitante conoscersi sessualmente dopo le nozze. L'episodio si chiude con la malriuscita masturbazione di Louie dovuta alla comunicazione via radio di un massacro di quaranta persone a Mogadiscio.
- Altri interpreti: Liz Holtan (Ellen)

## Un vecchio amico

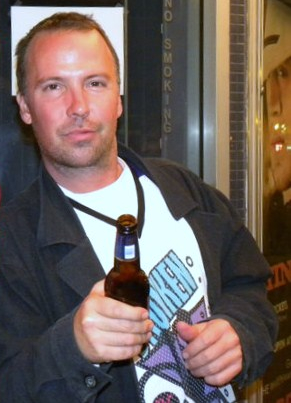
Doug Stanhope interpreta Eddie

- Titolo originale: Eddie
- Diretto da: Louis C.K.
- Scritto da: Louis C.K.

### Trama
Il filo conduttore della puntata sono i disadattati sociali newyorkesi, affiliti da malformazioni fisiche e mentali. Louie rivede dopo vent'anni il suo amico Eddie, comico rissoso e sconclusionato, il quale annega le proprie frustrazioni nell'alcol fin da quando era un giovane rampante. Dopo aver finito la propria performance in un locale squallido e deprimente, Eddie si confida a Brooklyn con Louie, spiegandogli come la sua esistenza sia arrivata ad un punto di non ritorno, "dopo aver tagliato molti ponti e occasioni", e di voler metter fine alle proprie sofferenze con tre compresse di epinefrina in un motel. Louie non gli fornisce una valida ragione per vivere ma spera vivamente che alla fine non arrivi a suicidarsi. 
- Altri interpreti: Doug Stanhope (Eddie)

## Halloween & Ellie
- Titolo originale: Halloween/Ellie
- Diretto da: Louis C.K.
- Scritto da: Louis C.K.

## L'anatroccolo
- Titolo originale: Duckling
- Diretto da: Louis C.K.
- Scritto da: Louis C.K.

## Una nipote problematica
- Titolo originale: Niece
- Diretto da: Louis C.K.
- Scritto da: Louis C.K.

## Ti aspetterò!
- Titolo originale: Airport/New Jersey
- Diretto da: Louis C.K.
- Scritto da: Louis C.K.